# Templo de Apia
O Templo de Apia Samoa é o 22º em operação templo de A Igreja de Jesus Cristo dos Santos dos Últimos Dias. Foi o primeiro construído em Samoa e o terceiro a ser construído na Polinésia. Depois de ter sido destruído por um incêndio, foi construído e dedicado um novo templo no mesmo terreno.

## História
A intenção de construir um templo em Apia foi anunciada pela A Igreja de Jesus Cristo dos Santos dos Últimos Dias a 15 de outubro de 1977. Uma cerimónia de abertura de terra e dedicação do local foram realizadas a 19 de fevereiro de 1981, com o presidente da igreja Spencer W. Kimball a fazer a oração dedicatória.
O templo esteve aberto ao público para visitas de 19 a 30 de julho de 1983. Gordon B. Hinckley dedicou o novo Templo de Apia Samoa a 5 de agosto de 1983 e rededicou-o a 4 de setembro de 2005. O Templo de Apia Samoa serve os membros de 20 estacas em Samoa Americana, e das ilhas de Upolu e Savai'i.
Desde 2020, Meliula Meafou Fata é o presidente do templo, tendo a sua esposa, Ponaivao Liua Fata, desempenhando as funções de diretora do templo.

### Incêndio e Reconstrução
A 9 de julho de 2003, um incêndio destruiu o templo. Embora a causa do incêndio seja desconhecida, acredita-se que esteja relacionado com a construção. O incêndio ocorreu à noite, depois de os trabalhadores já terem ido para casa. Os bombeiros do Aeroporto Internacional de Faleolo foram chamados para ajudar os bombeiros do quartel de Apia.
Uma semana depois, a 16 de julho de 2003, a Primeira Presidência enviou uma carta aos membros da região a informar que o templo seria reconstruído. Três meses depois, a 19 de outubro de 2003, o local foi rededicado e foi realizada uma cerimónia de abertura de terra. Como parte do processo de construção, a igreja demoliu um edifício na propriedade e construiu uma nova capela do outro lado da rua do templo. A 25 de janeiro de 2005, a estátua do anjo morôni que tinha sobrevivido ao incêndio, foi colocada de volta na torre do novo templo.

## Arquitetura
O templo original e o reconstruído utilizam um projeto neotradicional com uma única torre, num terreno de 2
-acre(s) (8 100 m2). O templo original tinha 14 560 pés quadrados (1 400 m2), mas com a reconstrução, a área total do piso passou a ser de 18 691 pés quadrados (1 700 m2). O exterior é revestido com granito.
O templo tem duas salas de instrução e duas salas de selamentos.